# اندری پارخمنکو
اندری پارخمنکو (اوکراینی: Андрій Вікторович Пархоменко؛ زادهٔ ۲۷ دسامبر ۱۹۷۱) بازیکن فوتبال اهل اوکراین است.
از باشگاه‌هایی که در آن بازی کرده‌است می‌توان به باشگاه فوتبال شریف تیراسپول، باشگاه فوتبال نفتچی باکو، باشگاه فوتبال تاوریا سیمفروپول، باشگاه فوتبال چورنومورتس اودسا، باشگاه فوتبال احمد گروزنی، و باشگاه فوتبال اوورلا اوژهورود اشاره کرد.